# Digitale Chemie
Die digitale Chemie (im Englischen Digital Chemistry) ist der Schnittpunkt zwischen chemischer Wissenschaft und digitalen Technologien, bei dem computergestützte Werkzeuge und Algorithmen eingesetzt werden, um chemische Prozesse und molekulare Verhaltensweisen zu simulieren, zu verstehen, zu beschleunigen und vorherzusagen.
Bei diesem Ansatz wird die Leistung von Computern genutzt, um Reaktionen zu modellieren, neue Moleküle zu entwerfen und den riesigen chemischen Raum effizienter zu erforschen als mit herkömmlichen experimentellen Methoden allein. Die digitale Chemie umfasst mehrere Schlüsselbereiche, darunter computergestützte Chemie, Chemoinformatik, molekulare Modellierung, virtuelles Screening, maschinelles Lernen, Anwendungen der künstlichen Intelligenz, Software wie ELNs und LIMS und spezielle Geräte wie die Robotik. Sie zielt darauf ab, Entdeckungen und Innovationen in verschiedenen Bereichen wie Arzneimittelforschung, Materialwissenschaft und nachhaltige Chemie zu beschleunigen, indem sie Erkenntnisse liefert, die mit herkömmlichen Laborexperimenten nur schwer oder gar nicht zu gewinnen sind.